# Comandante
Un comandante («co-», «reunión» o «cooperación», y «mandar»); conocido como mayor en otros ejércitos, es un jefe militar y oficial superior de rango comprendido entre el de capitán y el de teniente coronel en varios países. Suele ser el auxiliar al mando de un batallón. Su rango en algunos cuerpos específicos de la Armada corresponde a capitán de corbeta.

## En Chile
En Chile «comandante» tiene dos significados, es una denominación y un grado. En el Ejército de Chile, Gendarmería de Chile y Carabineros de Chile se denomina comandante a los oficiales jefes que tienen el grado de teniente coronel. Sin embargo en el Ejército de Chile, también se les denomina  comandante a aquellos efectivos que se encuentra a cargo de una escuadra o sección , como asimismo a aquellos militares que ejercen el cargo de rol de guardia , denominados comandante de guardia, que habitualmente son ejercidos por un militar con grado de Sargento, y  comandante de relevos, que por regla general son ostentados por un funcionario militar con el grado de Cabo primero.  En cambio en la Armada se denomina Comandante a los oficiales jefes del grado de capitán de fragata y a los oficiales superiores del grado de capitán de navío; del mismo modo, el trato de «comandante» se les da por parte de sus tripulaciones, a los oficiales de cualquier grado que ejercen el mando de una unidad de combate, a modo de ejemplo, un subteniente que ejerce el mando de una lancha de patrullaje recibe el trato de «mi comandante» por parte de su tripulación. Mientras que en la Fuerza Aérea de Chile (FACH) comandante son dos grados, comandante de escuadrilla que equivale a mayor en el Ejército y a capitán de corbeta en la Armada, y comandante de grupo, que equivale a teniente coronel en el Ejército y a capitán de fragata en la Armada. Como también al igual que en la Armada, en la FACH, es denominado como Comandante por su tripulación y demás ocupantes de la aeronave el oficial más antiguo, de cualquier grado que comanda la aeronave.        
El título de comandante en jefe designa al militar de más alto cargo —y muchas veces de más alto rango— que ejerce el mando de un Ejército, es decir que esto ocurre en ejércitos de países como Chile en donde hay un comandante en jefe del Ejército cuyo grado es general de ejército, un comandante en jefe de la Armada cuyo grado es Almirante y un comandante en jefe de la Fuerza Aérea cuyo grado es general del aire. En Carabineros de Chile recibe el nombre de General Director de Carabineros, en la Gendarmería de Chile se denomina Director Nacional de Gendarmería y en Bomberos de Chile se le llama Presidente de la Junta Nacional de Cuerpos de Bomberos.

## En Cuba
En Cuba, el grado honorífico de comandante de la revolución se utilizó por primera vez luego del triunfo de la revolución cubana el 1 de enero de 1959.

## En Ecuador
A los oficiales de cualquier grado que ejercen el mando de una unidad de mar o aire en cual tenga a cargo a personal, a modo de ejemplo, un oficial que ejerce el mando de una lancha de pasajeros recibe el trato de «comandante» por parte de su tripulación.

## En España

Escudo Escuela Interarmas (Escuela de Guerra), centro formación comandantes Ejército Español.

En España, el empleo de comandante es un jefe perteneciente a las escalas de Oficiales de los Ejércitos, Cuerpo de Infantería de Marina e Intendencia de la Armada y Guardia Civil, superior al de capitán e inferior al de teniente coronel y al que se asciende por el sistema de clasificación. Su distintivo es 1 estrella de 8 puntas. El empleo equivalente en el Cuerpo General y Cuerpo de Ingenieros de la Armada es el de capitán de corbeta (capitán de corbeta Ingeniero). Normalmente, desarrolla sus funciones como jefe de una Unidad de Apoyo Operativo o de un batallón (300-1300 efectivos).
En las fuerzas armadas de otros países, normalmente de influencia anglosajona, su equivalente es el grado de Mayor. En Francia y otros países de influencia francesa el empleo se denomina también comandante (Commandant).
Su equivalente en el Cuerpo Nacional de Policía, según la disposición transitoria primera de la Ley Orgánica 2/1986, de 13 de marzo, de Fuerzas y Cuerpos de Seguridad, es el rango de Comisario.

Divisa comandante Ejército de Tierra.
Divisa capitán corbeta Armada.
Divisa comandante Infantería de Marina.
Divisa comandante Ejército del Aire.
Divisa comandante Guardia Civil.

## En México
En México el presidente de la República también funge como el Comandante de las Fuerzas Armadas, aun cuando en los últimos 70 años, después de Manuel Ávila Camacho (1940-1946), no ha habido ningún mandatario que sea militar de carrera.

## En Nicaragua
En Nicaragua, luego del triunfo de la Revolución Sandinista el 19 de julio de 1979 se confirieron los grados honoríficos de Comandante de la Revolución a los nueve miembros de la Dirección Nacional del FSLN y de Comandante guerrillero a los líderes militares más destacados en la lucha guerrillera insurreccional contra la dictadura de Somoza.
También, se concedió de manera póstuma, el título de Comandante en jefe de la Revolución Popular Sandinista a quien fuera el fundador y líder máximo del FSLN, Carlos Fonseca Amador.

## En Perú
En Perú es denominado Comandante General.

## En Venezuela
En Venezuela, comandante es equivalente a teniente coronel y se distingue con dos estrellas doradas de cinco puntas y una rama de olivo en uno de los extremos para el uniforme de gala y dos estrellas negras dentro de un círculo negro para el uniforme de patriota. 